# Dolenji Radenci
Dolénji Radénci je naselje v Sloveniji.

## Geografija
Povprečna nadmorska višina naselja je 196 m.
Pomembnejša bližnja naselja so: Kot ob Kolpi (6 km), Stari trg ob Kolpi (6 km), Predgrad (8 km) in Črnomelj (23 km).